# Cleombroto (reggente)
Cleombroto (in greco antico: Κλεόμβροτος?, Kleómbrotos; Sparta, ... – Sparta, 479 a.C.) è stato un militare spartano, reggente di Sparta dopo la morte del re Leonida I, a causa della minore età dell'erede Plistarco.

## Biografia
Figlio del re Anassandrida II e fratellastro di Cleomene I e fratello minore di Dorieo e Leonida I, fu nominato reggente del trono Agiade nel 480 a.C. come tutore del nipote Plistarco, che era ancora un bambino quando il padre, re Leonida I, morì in battaglia alle Termopili. Cleombroto esercitò la reggenza affiancando il collega Euripontide Leotichida nel difficile periodo storico della seconda guerra persiana, nei momenti immediatamente successivi alle battaglie delle Termopili e di Capo Artemisio.
Preso il comando dell'esercito spartano, Cleombroto si recò ad ispezionare l'Istmo di Corinto, dove era in costruzione il muro che, nei piani della coalizione ellenica, doveva tenere l'esercito persiano fuori dal Peloponneso. Poco dopo il suo ritorno, Cleombroto morì improvvisamente (479 a.C.), lasciando la reggenza al figlio Pausania, che successivamente guidò l'esercito alleato nella vittoria definitiva della battaglia di Platea.
Oltre a Pausania, Cleombroto ebbe anche il figlio Nicomede, generale spartano nella Battaglia di Tanagra (457 a.C.) e reggente del re Plistonatte, figlio di Pausania e nipote dello stesso Cleombroto.